# Kloster Bonlieu (Gironde)
Das Kloster Bonlieu (Gironde) (lateinisch Bonus locus, französisch auch Charbon-blanc) ist eine ehemalige Zisterzienserabtei in der Gemeinde Sainte-Eulalie, Kanton Carbon-Blanc im Département Gironde, Region Nouvelle-Aquitaine, in Frankreich, rund 10 km nordöstlich von Bordeaux.

## Geschichte
Das Kloster wurde auf Grund einer Stiftung von Sicaire (Sicart), dem Bruder des Grafen Louis de Montferrand, 1141 (oder 1147) als Tochter von Kloster Jouy (in der Landschaft Brie) gegründet und gehörte damit der Filiation der Primarabtei Pontigny an. In Carbon-Blanc errichtete das Kloster ein Leprosenspital. Das Kloster wurde im Hundertjährigen Krieg zerstört, aber wieder aufgebaut. In der Französischen Revolution wurde das Kloster 1791, das 1768 noch von zwei Mönchen bewohnt war, aufgelöst. In der Folge gelangte es an die Stifterfamilie.

## Bauten und Anlage
Erhalten sind Bauten des 18. Jahrhunderts, weiter ein als „Kapelle“ bezeichneter Bau (wohl der frühere Mönchstrakt) mit einem gewölbten Saal (Refektorium?) aus dem 13. Jahrhundert. Die Kirche des nahegelegenen Bassens bewahrt einen Deckelstein des angeblichen Grabs des hl. Sicaire und schmiedeeiserne Gitter aus der Abtei.